# 迪埃格爾曼島
66°0′S 100°46′E / 66.000°S 100.767°E
迪埃格爾曼島（英語：Dieglman Island）是南極洲的島嶼，長7公里，處於埃迪斯托海峽西北部，屬於海詹普群島的一部分，根據美國海軍拍攝的空中照片繪入地圖，現時由南極條約體系管理。